# 北部台語支
北部台語支是是東南亞地區台語支下的一個分支。其中包括中國的北部壮语和布依语、寮國的傣曼語（Tai Mène）以及泰國的 Yoy 語。 

## 語言

### 民族語
民族語列出以下語言： 
- 石語（寮國和泰国东北部 ；在民族语分类中未列在台語支內 ，但據說與北部台語支的傣曼語十分相似）
- 傣曼語（Tai Mène，寮國）
- Yoy 語（泰國）[3]
- 布依语（中国）（包括越南热依族語言）
- 中紅水河壯語
- 東紅水河壯語
- 桂北壯語
- 邱北壮语
- 連山壯語
- 柳江壯語
- 柳黔壯語
- 邕北壮语
- 右江壯語

（請參見壯語 ） 
Yoy 語在其他地方常被列入西南部台語支。而誒話則是北部台語和漢語所形成的一種混合語。 
中國廣西省德保县隆桑鎮的隆桑壯語是近期才被記錄的北部台語。赫章布依语則是貴州西北部的一種瀕危北部台語，其特色是具有仡央語底層。

### 張高峰 (2009)
張高峰 (Pittayaporn 2009:300) 将相似的壮語變體歸類為「N群」，以*ɯj, *ɯw → *aj, *aw音變作為分群依據。  一般視為優勢方言的武鳴壯語缺少此項音變，張高峰也據此將其從邕北壮语移出，改列為一種邕南壮语變體（以往被概括性地歸類為中部台語支）。 張氏的「N群」語言及其分布地區與民族語對照如下： 
- 石語
- 布依语（包括越南热依族語言）
- 剥隘（邱北壯語）
- （云南省文山壮族苗族自治州） 
  - 广南沙族=桂邊壯語（广南北部；广南南部為硯廣壯語）
  - 丘北县=邱北壯語
- （廣西省百色市） 
  - 凌云县=桂邊壯語
  - 平果市=邕北壮语
  - 田东县=右江壯語
  - 田林县=桂邊壯語
- （廣西省南宁市） 
  - 横县=邕北壮语
  - 上林县=红水河壯語
  - 邕北=邕北壮语
- （廣西省贵港市） 
  - 贵港市=红水河壯語？
  - 平南县独兰
- 来宾市=红水河壯語（来宾市南部），柳江壯語（来宾市北部）
- （廣西省河池市） 
  - 河池市=桂北壯語
  - 环江毛南族自治县环江=桂北壯語
  - 南丹县=桂北壯語
  - 宜州区=柳江壯語
- （廣西省柳州市） 
  - 柳江区=柳江壯語
  - 融安县=桂北壯語
- 廣西省桂林市龙胜各族自治县=桂北壯語
- 湖南省永州市 东安县
- 清远市清远市连山壮族瑶族自治县=連山壯語